# Fissidens metzgeria
Fissidens metzgeria är en bladmossart som beskrevs av Brotherus 1893. Fissidens metzgeria ingår i släktet fickmossor, och familjen Fissidentaceae. Inga underarter finns listade i Catalogue of Life.